# Nikolas Faranduris
Nikolaos (Nikolas) Faranduris, gr. Νικόλαος (Νικόλας) Φαραντούρης (ur. 28 stycznia 1976 w Atenach) – grecki prawnik, nauczyciel akademicki i polityk, poseł do Parlamentu Europejskiego X kadencji.

## Życiorys
Ukończył studia prawnicze na Uniwersytecie Narodowym im. Kapodistriasa w Atenach (1997). Magisterium (1998) i doktorat (2001) uzyskiwał na Uniwersytecie Oksfordzkim. Jako nauczyciel akademicki związany głównie z Uniwersytetem w Pireusie, na którym doszedł do stanowiska profesora. Wykładał także m.in. na uczelniach w Atenach, Dreźnie, Rotterdamie i Stambule. Praktykował również w zawodzie prawnika. Pracował w Goldman Sachs oraz w firmie prawniczej Norton Rose. Był członkiem rady greckiej komisji do spraw konkurencji oraz przewodniczącym komisji prawnej europejskiego zrzeszenia Eurogas.
Zaangażował się w działalność polityczną w ramach Syrizy. W wyborach w 2024 z jej ramienia uzyskał mandat deputowanego do Europarlamentu X kadencji. W tym samym roku bez powodzenia ubiegał się o przywództwo w partii.